# François Goguel
Pour les articles homonymes, voir Goguel.
François Goguel, né le 3 février 1909 à Paris et mort le 15 avril 1999 dans la même ville est un politologue français.
Il est considéré comme l'un des fondateurs de la « géographie électorale » et de la sociologie électorale. Il a été président de la Fondation nationale des sciences politiques de 1971 à 1981.

## Biographie

### Jeunesse et études
Issu d'une famille de longue tradition protestante, François Goguel est le fils de Maurice Goguel, professeur à la Sorbonne et doyen de la Faculté de théologie protestante de Paris, et le frère d'Élisabeth Labrousse, philosophe et historienne, et de Jean Goguel, géologue et ingénieur au corps des mines. Son épouse, née Colette Pacquement, est décédée en 1997.
Il étudie à l'École libre des sciences politiques de 1926 à 1929, ainsi qu'à la faculté de droit de l'université de Paris. Il y obtient un doctorat en droit (1937).

### Parcours professionnel
Il entre aux services législatifs du Sénat en 1931 et est nommé directeur de la séance au Conseil de la République en 1948. Il en devient le secrétaire général (1954 à 1958), puis occupe la même fonction au Sénat (1958-1971). Il a été nommé membre du Conseil constitutionnel par le président Georges Pompidou. Il exerça cette fonction du 5 mars 1971 au 5 mars 1980.
Il mène de façon concomitante des activités d'enseignement à l'Institut d'études politiques de Paris. Il y est  professeur de 1948 à 1974, et donne un cours fondamental sur les institutions de la Cinquième République. 
Il s'implique dans la vie de l'établissement. Secrétaire général de la Fondation nationale des sciences politiques de 1945 à 1946, il en devient président en 1971. Ses fonctions cessent en 1981.

## Apports
Il est l'un des fondateurs de la sociologie électorale, dans la suite des travaux d'André Siegfried, géographe et politiste français du XXe siècle. Il dirige de nombreux mémoires et thèses de science politique sur les thèmes de sociologie électorale, qui s'inspirent directement du travail de Siegfried.
Il contribue également au développement de la sociologie électorale avec plusieurs chercheurs (historiens, sociologues, géographes et juristes), comme Pierre George, Paul Guichonnet, Gabriel Le Bras ou encore Mattéi Dogan, dont les activités font l'objet de plusieurs colloques à la Fondation nationale des sciences politiques dans les années 1950 et 1960. 

## Publications
En 1965, il reçoit le Prix Broquette-Gonin (littérature) de l'Académie française, pour son ouvrage La Politique en France (1954, cf. ses écrits).
- Chroniques électorales : les scrutins politiques en France de 1945 à nos jours.
  - Vol. 1 : La Quatrième République
  - Vol. 2 : La Cinquième République du Général de Gaulle
  - Vol. 3 : La Cinquième République après de Gaulle
- Géographie des élections françaises : de 1870 à 1951, Presses de Sciences Po, 1951.
- La Politique des partis sous la Troisième République, éditions du Seuil, 1946.
- Nouvelles études de sociologie électorale, Presses de Sciences Po, 1954.
- La Politique en France, Presses de Sciences Po, 1954.
- Le référendum du 8 janvier 1961, Presses de Sciences Po, 1962.
- Le référendum du 8 avril 1962, Presses de Sciences Po, 1963.
- Le référendum d'octobre et les élections de novembre 1962, Presses de Sciences Po, 1965.
- L'état des forces politiques à la veille de l'élection présidentielle. La candidature Defferre: analyse rétrospective, Presses de Sciences Po, 1965.
- Modernisation économique et comportement politique d'après un échantillon d'un trentième du corps électoral français, Presses de Sciences Po, 1969.

## Décorations
- Commandeur de la Légion d'honneur
- Croix de guerre 1939–1945